# IRAC

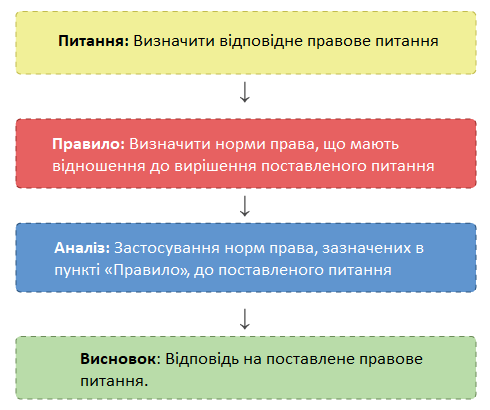
Пункти методу IRAC

IRAC (з англ. Issue, Rule, Application, Conclusion — питання, правило, аналіз, висновок) – метод юридичного аналізу, який полягає у послідовному розбиранні правового питання. Формат IRAC здебільшого використовується в гіпотетичних питаннях на юридичних факультетах та на адвокатських іспитах.

## Складові методу IRAC

### Issue (Питання)
У методі правового аналізу IRAC «питання» або «проблема» — це формулювання юридичного питання, на яке потрібно відповісти. Щоб знайти проблему, запитайте себе: «Що викликає протиріччя в цих фактах?». Наприклад, припустимо, що закон вимагає, щоб позов мав бути поданий протягом одного року після нібито необережної дії. Якщо 365-й день припадає на неділю, то питання полягатиме в тому, чи враховує закон вихідні дні як частину свого розрахунку річного терміну. Чи повинен позивач подати заяву до попередньої п’ятниці? Чи може закон вибачити вихідні та вважати, що подання в понеділок є своєчасним, хоча технічно це був би 366-й день?
Запитання має бути викладено у конкретній, а не загальній формі. Наприклад: «Чи завдання шкоди потерпілому прямо призвело до зазначених збитків?» — було б прийнятним питанням. Запитання типу: «Чи виграє позивач?» — неприйнятним.

### Rule (Правило)
Пункт «Правило» описує, який закон або нормативно-правовий акт застосовується до поставленой проблеми. Правило має бути викладено як загальний принцип, а не як висновок щодо конкретної справи, про яку йдеться. Грубо кажучи, у цьому пункті необхідно розписати актуальні статті законодавства, проте не застосовувати їх. Для цього у IRAC існує наступний пункт.
Інформація, включена в розділ «Правило», значною мірою залежить від специфіки розглянутого питання. Якщо в питанні зазначено конкретну юрисдикцію, то доцільно включити правила, характерні для цієї юрисдикції. Бувають випадки, коли правила приймаються на основі того, що вони є єдиними чітко сформульованими правилами з цього питання, незважаючи на те, що вони є рішеннями меншості, obiter dicta, і від судів нижчої інстанції в інших юрисдикціях, яким ніколи не суперечили.
Правила допомагають зробити правильний юридичний аналіз розглянутого питання, використовуючи факти справи. Розділ правил має бути юридичним підсумком усіх правил, які використовуються в аналізі, і часто написаний таким чином, що перефразує або іншим чином аналітично згортає інформацію до застосовних правил.

### Application (Аналіз/Застосування)
Розділ «Аналіз» (або «Застосування») IRAC застосовує правила, вказані в попередньому розділі, до конкретних фактів розглянутої проблеми. У цьому розділі використовуються лише правила, зазначені в розділі правил IRAC, і зазвичай використовуються всі зазначені правила, включаючи винятки, які вимагає аналіз. У цьому розділі важливо застосувати правила до фактів справи та пояснити чи аргументувати, чому конкретне правило застосовується чи не застосовується у представленій справі. Розділ застосування/аналіз є найважливішим розділом IRAC, оскільки він розробляє відповідь на проблему. Корисно мислити як юрист, доводячи факти справи з обох сторін, дотримуючись правил, перш ніж ухвалити рішення.

### Conclusion (Висновок)
Висновок – це відповідь на поставлене питання. У цьому розділі вказується результат аналізу. Наприклад: «Сміт несе відповідальність за недбалість» або «Між X та Y не було укладено жодного валідного контракту». Якщо є кілька питань, зрозуміло, має бути також кілька висновків. Для методології IRAC важливо, щоб розділ висновку IRAC не вводив жодних нових правил чи аналізу. У цьому розділі повторюється проблема та надається остаточна відповідь. Висновок – це життєво важливий процес, де остаточні рішення розподіляються на попередні справи та переозначаються суддею.

### Факти
Факти справи є центральними на кожному етапі в IRAC. Саме з фактів визначаються проблеми. Саме факти ведуть до визначення найбільш відповідних правил, а правила ведуть до найбільш корисного способу тлумачення фактів. Аналіз вимагає тлумачення фактів і правил. Висновок – це рішення, засноване на застосуванні правил до фактів для кожного питання

## Критика
IRAC має багато прихильників і противників. Основні аргументи прихильників методології IRAC свідчать, що вона зводить юридичне міркування до застосування формули, яка допомагає організувати юридичний аналіз. Оскільки організований юридичний аналіз зменшує помилки в міркуваннях, прихильники стверджують, що IRAC є дуже корисним інструментом.
Противники IRAC діляться на дві категорії. Перша категорія — це ті, хто проти використання IRAC через його суворий і громіздкий формат. Більшість із цих критиків пропонують альтернативну версію IRAC, таку як MIRAT, IDAR, CREAC, TREACC, CRuPAC, ISAAC та ILAC. Передбачається, що кожна нова ітерація усуває дефекти IRAC і надає більшу чи меншу свободу залежно від формату. Дуже гарним прикладом такого альтернативного формату є CREAC, який, як кажуть, пропонує більшу ясність і відповідність. Вони стверджують це на основі повторення висновку на початку і в кінці, який, як кажуть, не залишає сумнівів щодо остаточної відповіді та забезпечує відповідність загальним міркуванням.
Друга категорія критиків IRAC стверджує, що він, як правило, призводить до перезапису та надмірного спрощення складності належного правового аналізу. Ця група вважає, що хороший юридичний аналіз складається з вдумливого, ретельного, добре дослідженого есе, написаного у форматі, найбільш приємному для письменника. Важливість відкритого формату, приємного для письменника, має дозволити юридичним аргументам зосередитися на висловленні своїх аргументів у міру своїх можливостей замість того, щоб зосередитися на дотриманні суворого формату, який зменшує цю увагу.

## Приклад
Загальний IRAC на іспиті юридичного факультету складається з відповіді на запитання. Наступний приклад демонструє загальний IRAC як відповідь на запитання.
Людина «А» заходить у продуктовий магазин і бере буханець хліба. Потім він запихає хліб під піджак. Його бачить охоронець і йде за ним до каси. Людина А проходить, не зупиняючись ні за що платити. Охоронець зупиняє його біля воріт. Під час допиту він затримує особу А. Особа А не реагує, не співпрацює і фактично вороже ставиться до звинувачень, висунутих йому охоронцем. Особу А тримають протягом двох годин, після чого з’ясовується, що він дійсно повернув буханець хліба і не крав. Особа А подає до суду на продуктовий магазин за незаконне позбавлення волі. Чи матиме перевагу особа А в суді?
| ПроблемаПитання тут полягає в тому, чи могла особа А здобути перевагу в суді, стверджуючи, що вона була незаконно позбавлена волі. |
| Правило Більшість юрисдикцій у Сполучених Штатах дозволяють стягнення за незаконне позбавлення волі. При визначенні того, чи була особа незаконно ув’язнена, суди розглядають два елементи, а саме справедливу причину та повноваження. Розглядаючи елемент справедливої причини, суди далі аналізують два фактори: обґрунтовану підозру та середовище, в якому відбуваються дії. Якщо особа підозрює, що її позбавляють законно закріпленого за нею майна, і вона може показати, що її підозри обґрунтовані, то у неї є обґрунтована підозра. Суди також перевіряють, чи відбулася ця діяльність у середовищі, де крадіжка поширена. Більш виправданими вважаються місця масового скупчення людей і магазини, в яких у людини може бути обґрунтована підозра порівняно з приватною власністю чи малонаселеними районами. Розглядаючи інший елемент повноважень, суди, як правило, віддають перевагу особам, безпосередньо відповідальним за охорону, як особам, які мають повноваження затримувати особу, порівняно з приватними особами. Суди зробили винятки на користь особи, яка проводить затримання, якщо вона є власником магазину. Цей особливий привілей називається Привілеєм крамаря. Загалом елемент повноважень зазвичай розглядається як одна частина з двох частин юридичного виправдання юридично виправданого затримання. Наприклад, у справах, пов’язаних із затриманням служителем закону, суди постановили, що він повинен мати як обґрунтовані підстави, так і повноваження. Авторитету самого по собі недостатньо. Те саме міркування стосується всіх затриманих осіб. Винятки робляться у випадку, коли уповноважена особа має провести розслідування з поважною причиною, а суди зазвичай надають для цього розумний час утримання під вартою. Тут розумна кількість часу, протягом якого особа може триматися під вартою, безпосередньо пов’язана з обставинами, за яких відбувається затримання. |
| Застосування/Аналіз Особа А проводила свою діяльність у людному місці, де випадково був продуктовий магазин. Далі його затримав охоронець. Охоронець бачив, як він взяв буханець хліба і пройшов повз касу, не заплативши. Охоронець затримав його, поки не виявив, що крадіжки не було. Після цього особа А була звільнена після цього факту. Суд, який розглядає ці факти, намагатиметься застосувати два елементи незаконного позбавлення волі. Перший елемент фальшивого ув'язнення - це справедлива причина. Перший фактор справедливої причини — це обґрунтована підозра. Охоронець побачив, що людина А підняв буханець хліба і запхнув його собі під куртку. Це незвичайна дія, оскільки більшість покупців продуктових магазинів зазвичай не ховають продукти під особистими речами. Отже, охоронець має обґрунтовану підозру, оскільки розумна особа на його місці також вважала б цю дію підозрілою. Особа А далі проходить повз касу без оплати. Охоронець вже бачив, як особа А ховає хліб під піджаком, і чесно вважає, що у людини А ще буханець хліба. Розумна особа замість охоронця, можливо, діяла б, щоб зупинити особу А. Таким чином, це, здається, задовольняє перший фактор елемента справедливої причини, розумної підозри. Другим фактором елемента справедливої причини є середовище. Дія відбувається в продуктовому магазині. Продуктовий магазин – це зазвичай місце, де регулярно відбуваються крадіжки та інші правопорушення. Це зменшує тягар справедливої причини, покладений на особу, яка здійснює затримання. Охоронець повинен бути надзвичайно пильним і підозрілим щодо мотивів людини через її місце розташування. Тоді це, здається, задовольняє другий фактор елемента справедливої причини — середовище. Другим елементом незаконного позбавлення волі є повноваження. Особа, яка здійснює затримання А, є охоронцем продуктового магазину. Він є особою, яка охороняє продуктовий магазин та його майно. Охоронець бачить, що людина А кладе буханець хліба під пальто і проходить через касу, не заплативши. Охоронець тепер повинен діяти, тому що йому доручено охорону магазину, і він має справедливі причини. Охоронець проводить розслідування після затримання особи А, яке триває дві години. Дві години можуть здатися невиправданою кількістю часу, але враховуючи той факт, що особа А не реагувала і не співпрацювала, це здається розумним. Нарешті, ми повинні звернути увагу на той факт, що оскільки діяльність відбувалася в продуктовому магазині, Привілей крамаря поширюється безпосередньо на охоронця, який відповідає за охорону магазину та його майна. Цей привілей дає охороннику додаткову свободу дій у затриманні людей, щодо яких він має обґрунтовані підозри. |
| Висновок Особа А, швидше за все, не матиме переваги в судах, оскільки охоронець не відповідає жодному з елементів незаконного позбавлення волі. Затримання особи А було законним, оскільки охоронець мав справедливі підстави та повноваження. Крім того, Привілей крамаря ще більше зміцнює законність затримання. Таким чином, особа А не має права звернення за законом. |